# Bernat Lafuente Ferriols
Bernat Lafuente Ferriols (Carlet, la Ribera Alta, 1922 - València, 16 de novembre de 2013), va ser un químic valencià, especialitzat en la investigació de la tecnologia dels aliments.
Fill d'un petit industrial vinater, va créixer envoltat d'aparells propis d'un laboratori d'anàlisis enològiques, la qual cosa va condicionar la seua vocació professional. Es llicencià en Ciències Químiques a la Universitat de València, i després es doctorà en química industrial amb una tesi sobre l'«aprofitament dels residus llenyosos del raïm mitjançant la hidròlisi química del substrat i la posterior fermentació dels sucres alliberats per a l'obtenció d'alcohol». Becat per l'Institute of International Education, es traslladà a Davis (Califòrnia), per a seguir estudis de postgrau sobre tecnologia d'aliments, i l'any següent, becat per la Junta d'Energia Nuclear espanyola, investigà al Massachusetts Institute of Technology de Boston la irradiació d'aliments com a tècnica alternativa de conservació, amb resultats indesitjats que el dugueren a descartar-la.
Tornat a València, s'incorporà al Departament de Química Vegetal del CSIC, fundat el 1957 i dirigit per Eduardo Primo Yúfera, l'activitat del qual es circumscrivia aleshores al tractament dels cítrics, de l'arròs i de l'orxata de xufa. Aquí va assumir la direcció dels projectes per a la comercialització de l'orxata, i participà en un estudi interdisciplinari, en col·laboració amb altres centres del CSIC, per a determinar les «modificacions dels constituents químics dels aliments en els processos de conservació i la seua relació amb la qualitat». Una altra línia desenvolupada sota la seua direcció va ser la que els investigadors denominaren «procés DSDA», acrònim de la seqüència operativa «desaromatització-sulfitació-dessulfitació-aromatització», una idea original per a la conservació òptima a temperatura ambient de les característiques organolèptiques del most del raïm i del suc de taronja.
El 1966, el creixement del Departament de Química Vegetal donà lloc a la creació de l'Institut d'Agroquímica i Tecnologia dels Aliments (IATA), que des de la seua inauguració va gaudir d'un gran prestigi, i on Lafuente va dur a terme una important tasca docent en matèria d'enginyeria dels processos de conservació d'aliments, en el marc dels cursos anuals d'alta especialització en ciència i tecnologia d'aliments, que va obtenir una gran acollida en l'àmbit universitari espanyol i internacional.
Va ser un pioner en el perfeccionament de la tècnica de congelació d'aliments, i especialment la del procés de comercialització de fruites i hortalisses congelades, i la va posar en pràctica mitjançant la fundació d'una empresa, Frudesa, que gràcies a la innovadora tecnologia desenvolupada per ell arribà a disposar d'un miler de treballadors i a estendre la seua xarxa de distribució per tot el mercat espanyol.